# François Rebel
François Rebel, född 19 juni 1701 i Paris, död 7 november 1775, var en fransk kompositör av senbarock musik. 
Han var son till den ledande kompositören Jean-Féry Rebel, och han blev violinist i orkestern vid Parisoperan vid 13 års ålder.